# Ромола (роман)
«Ромола» (англ. Romola) — исторический роман английской писательницы Джордж Элиот, опубликованный в 1863 году.

## Сюжет
Действие романа происходит во Флоренции в конце XV века. Заглавная героиня — благородная девушка, дочь слепого учёного. Она попадает в сети мошенника, грека Тито Мелемы, и становится его женой. Позже Мелему разоблачают, а Ромола остаётся в одиночестве.

## Экранизации
По мотивам романа в 1924 году был снят одноимённый немой фильм.